# 黑毛石斛
黑毛石斛（学名：Dendrobium williamsonii）为兰科石斛属下的一个种。

## 扩展阅读
- 維基物種上的相關：黑毛石斛